# زیردریایی سورودوینسک (کی-۳۲۹)
زیردریایی سورودوینسک (کی-۳۲۹) (به انگلیسی: Russian submarine Severodvinsk (K-329)) یک زیردریایی است که طول آن 120 m می‌باشد. این زیردریایی  در سال ۲۰۱۰ ساخته شد.